# 平海镇 (莆田市)
平海镇（/piŋ˨˩ ŋai˦˥˧/）中国福建省莆田市秀屿区下辖的一个镇。

## 历史沿革
据《兴化府志》记载，在明洪武二十年（1387年），平海已是“千户集居，捕捞为生”。因南部且常有海啸，故以“南啸”名该地。相传当年洪武君亲率水军攻打温州，当船行至此处时，恰遇上台风暴雨，海上巨浪滔滔，船队只好暂时靠岸避风。当大队水军船队驶入南啸澳里时，骤然风平浪静，一片平和气象。洪武君看到此情甚是惊奇，便走出船舱，踏入岸上，询问当地渔民，此地为何处？乡人答曰：南啸。这使洪武君一时感到莫名其妙，触景生情，便脱口而出：“此处风平浪静，应当叫平海才是，为何南啸也？”此后渔民便以平海为地名，沿袭至今。
宋、元属崇福乡武盛里、奉谷里；明、清属六区武盛里、奉谷里。明洪武二十年建平海卫城并置平海指挥使司，是福建五大海防重地。民国二年（1913年）设立平海区。民国十八年隶莆田县第七区，区公所设在平海，辖1镇31乡151附乡。民国三十四年改称平海乡辖15保224甲。1950年隶莆田县十二区公所埭头管辖。1958年建立平海人民公社。1988年改平海乡。1993年12月改为镇建制。2002年隶秀屿区。

## 行政区划
平海镇共辖20个行政村，分别是：
平海村、东美村、石井村、卓东村、上店村、江堤村、山星村、赤坡村、东湖村、埭周村、山后村、溪边村、西柯村、石塘村、高苍村、清洋村、北峤村、嵌头村、上林村和岐下村。

## 旅游景点
观音湖、鸬鹚屿、箭屿等。